# Astrophysical Journal: Letters
The Astrophysical Journal: Letters is een internationaal, aan collegiale toetsing onderworpen wetenschappelijk tijdschrift op het gebied van de astronomie dat zich toelegt op korte, snel gepubliceerde artikelen (letters).
Het wordt uitgegeven door IOP Publishing namens de American Astronomical Society.